# Мацудзаки, Утагэ
Ута́гэ Мацудза́ки (яп. 松崎 宴 Matsuzaki Utage, род. 4 сентября 1965, Хоккайдо) — японская кёрлингистка.
В составе женской сборной Японии чемпионка Тихоокеанского региона (1991). Также участвовала в зимних Олимпийских играх 1992 года, где кёрлинг был демонстрационным видом спорта и где женская команда Японии заняла восьмое место. Двукратная чемпионка Японии среди женщин.
Играла на позиции первого и третьего.

## Достижения
- Тихоокеанско-азиатский чемпионат по кёрлингу: золото (1991).
- Чемпионат Японии по кёрлингу среди женщин: золото (1991, 1992), серебро (1988).

## Команды
| Сезон   | Четвёртый    | Третий          | Второй          | Первый           | Запасной       | Турниры                              |
| ------- | ------------ | --------------- | --------------- | ---------------- | -------------- | ------------------------------------ |
| 1987—88 | Sanae Ozaki  | Утагэ Мацудзаки | Tomoko Yokoyama | Masumi Yoshikawa | Маюми Сэгути   | ЧЯЖ 1988                             |
| 1990—91 | Маюми Сэгути | Утагэ Мацудзаки | Руми Митита     | Хидэми Итаи      | Yukari Mabuchi | ЧЯЖ 1991                             |
| 1991—92 | Мидори Кудо  | Маюми Сэгути    | Маюми Абэ       | Утагэ Мацудзаки  | Руми Митита    | ТАЧ 1991                             |
| 1991—92 | Маюми Сэгути | Мидори Кудо     | Маюми Абэ       | Утагэ Мацудзаки  | Руми Митита    | ЗОИ 1992 (демо) (8 место) · ЧЯЖ 1992 |

(скипы выделены полужирным шрифтом)